# Villa Ocampo (Durango)
Villa Ocampo es una población del norte del estado mexicano de Durango, cercana al límite con el estado de Chihuahua. Es cabecera del municipio del mismo nombre.

## Historia
La población que es hoy Villa Ocampo tuvo su origen durante las épocas de la conquista española del norte de la Nueva España, la región que son hoy los estados de Durango y Chihuahua fue conocida como la Nueva Vizcaya y su conquista y sometimiento por parte del gobierno colonial fue complicada debido a lo aguerrido de los grupos indígenas que les hicieron frente, en esta zona en particular por tepehuanes y tarahumaras.
En el año de 1607 los padres jesuitas Juan de Heredia y Juan de Barraza fundaron la hoy Villa Ocampo con un total de 400 personas en las márgenes del río Florido y le dieron por nombre el de San Miguel de las Bocas o San Miguel de Bocas, por haberla establecido en el punto en que el arroyo del Barro desembocaba en el río Florido. Debido a que en su entorno inmediato no existían minas, la presencia española fue muy reducida, quedado San Miguel en una modesta misión evangelizadora que dependía de la de Zape en Guanaceví
Durante sus primeros años, la misión de San Miguel de Bocas fue afectada por las continuas insurrecciones sobre todo de los tepehuanos que luchaban contra los españoles, siendo atacada en las de 1618, 1638 y 1645. En la de 1618 murió en San Miguel el principal líder tepehuano, llamado Oñate. Todo esto llevó a un declive de parte de la misión, sin embargo pronto se advirtió la riquiza agrícola de la zona y San Miguel convirtió en un importante centro de producción agrícola, que junto con el Valle de San Bartolomé (hoy Valle de Allende en Chihuahua) se convirtió en la principal fuente de alimentación para los centros mineros de Santa Bárbara y Parral.
Al consumarse la independencia de México en 1821-1824 y establecerse la forma de gobierno en una república federal, la zona donde se encuentra San Miguel de Bocas fue motivo de conflicto territorial al ocurrir la separación de la Nueva Vizcaya en los estados de Durango y Chihuahua. resolviéndose finalmente que el límite se estableciera en la división de aguas del río Florido, quedado por tanto San Miguel y su comarcarca en Durango. Inicialmente formó parte del partido de Indé hasta a finales del siglo XIX quedó establecida como cabecera municipal con el nombre de Villa Ocampo.
Durante la revolución Mexicana, la región de Villa Ocampo fue centro de las actividades de las tropas de Francisco Villa, lo que conllevó a la destrucción de gran parte de las antiguas ricas haciendas agrícolas de la región, hasta el establecimiento de una relativa paz en 1920 cuando Villa aceptó la oferta del presidente Adolfo de la Huerta y se estableció en la cercana Hacienda de Canutillo. La falta de población tuvo como consecuencia que en dos ocasiones Villa Ocampo perdiera el carácter de cabecera municipal al ser suprimido su municipio; la primera ocasión del 24 de diciembre de 1926 al 29 de abril de 1927 y la segunda de 30 de octubre de 1930 al 28 de febrero de 1931, en ambas ocasiones fue incorporado al municipio de Indé, pero en ambas ocasiones finalmente fue restablecido su municipio.

## Localización y demografía
Villa Ocampo se encuentra localizada en el norte del estado de Durango, muy cerca de su límite con el de Chihuahua y en la ribera del río Florido, sus coordenadas geográficas son 26°26′29″N 105°30′23″O / 26.44139, -105.50639 y a una altitud de 1 727 metros sobre el nivel el mar. En sus cercanías en el cauce del río Florido se encuentra la presa Federalismo Mexicano, más conocida como presa San Gabriel, que suministra el líquido necesario para la actividad agrícola en la región. 
Su principal vía de comunicación es la Carretera Federal 45 que pasando por la población la une hacia el norte con el estado de Chihuahua, en particular con la ciudad de Parral y hacia el sureste con otras poblaciones de su municipio como Las Nieves y Torreón de Cañas, así como el resto del estado de Durango.
De acuerdo con el Censo de Población y Vivienda de 2010 realizado por el Instituto Nacional de Estadística y Geografía, la población de Villa Ocampo asciende a 1 076 habitantes, de los que 542 son hombres y 534 son mujeres.